# Sephisa chandra
Sephisa chandra là một loài bướm giáp được tìm thấy ở South and Đông Nam Á. 

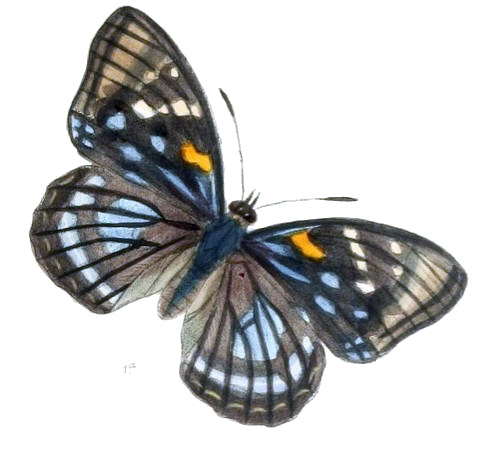
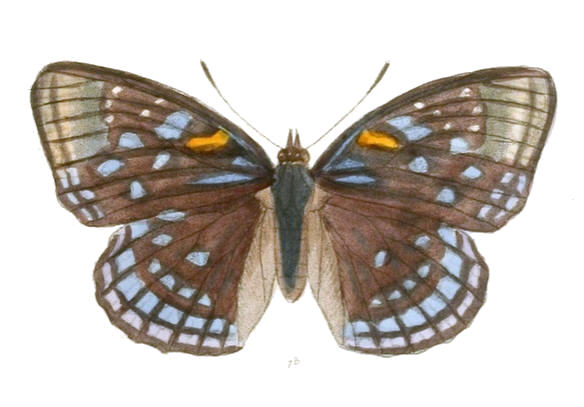